# 211-я ближнебомбардировочная авиационная дивизия
211-я ближнебомбардировочная авиационная дивизия  (211-я ббад) — соединение Военно-Воздушных сил (ВВС) Вооружённых Сил РККА бомбардировочной авиации, принимавшее участие в Великой Отечественной войне, переформированное в 1943 году в 211-ю ночную бомбардировочную авиационную дивизию.

## История наименований дивизии
- 7-я смешанная авиационная дивизия;
- ВВС 3-й ударной армии;
- 211-я ближнебомбардировочная авиационная дивизия[1];
- 211-я ночная бомбардировочная авиационная дивизия[1];
- 211-я штурмовая авиационная дивизия[1];
- 211-я штурмовая авиационная Невельская дивизия[1];
- 211-я штурмовая авиационная Невельская Краснознамённая дивизия[1];
- 211-я штурмовая авиационная Невельская Краснознамённая ордена Суворова дивизия[1];
- 211-я штурмовая авиационная Невельская дважды Краснознамённая ордена Суворова дивизия[1];
- 211-я штурмовая авиационная Невельская ордена Ленина дважды Краснознамённая ордена Суворова дивизия[1];
- 211-я истребительно-бомбардировочная авиационная Невельская ордена Ленина дважды Краснознамённая ордена Суворова дивизия[1];
- Войсковая часть (Полевая почта) 35528[1].

## История и боевой путь дивизии
В связи с пересмотром планов Ставки ВГК на применение авиации в боевых действиях и со сосредоточением авиационных частей и соединений в составе воздушных армий 14 июня 1942 года были расформированы ВВС 3-й ударной армии. Управление ВВС 3-й ударной армии обращено на формирование 211-й ближней бомбардировочной авиационной дивизии. Командиром дивизии назначен полковник Архангельский П. П., который сформировал дивизию из молодых летчиков. Дивизия вошла в состав 3-й воздушной армии Калининского фронта.
В свой состав дивизия включала:

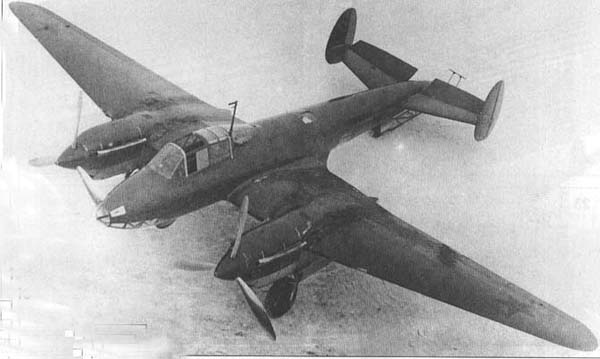
Самолет Пе-2 стоял на вооружении дивизии.

- 128-й бомбардировочный авиационный полк[4], с июня 1942 года по 4 ноября 1942 года[5];
- 527-й ближнебомбардировочный авиационный полк, с 28 июня 1942 года по 26 октября 1942 года. Передан в состав резерва Ставки ВГК[4];
- 793-й бомбардировочный авиационный полк, переименован из 201-го «А» бомбардировочного авиационного полка, с 25 июня 1942 года по 25 августа 1942 года. Расформирован[4];
- 930-й ночной легко-бомбардировочный авиационный полк, с 20 декабря 1942 года по 6 января 1943 года, вошел в состав 211-й ночной бомбардировочной авиационной дивизии[6];
- 72-й батальон аэродромного обслуживания[4];
- 111-й батальон аэродромного обслуживания[4]/

За период с июня по ноябрь 1942 года дивизия, действуя на ржевском направлении Калининского фронта, участвуя в Ржевской битве выполнила 142 вылета на разведку и 1263 вылета на бомбардировку войск и техники противника, сбила 23 самолёта противника в воздухе; повредила 21 аэродром; уничтожила: подвод −21, складов с боеприпасами — 32, железнодорожных вагонов — 282, железнодорожных депо −1, танков — 32, орудий — 7, переправ — 2, живой силы — 735, точек ПВО −67, ДЗОТов — 16, автомашин с грузами — 202, зданий — 85.
Дивизия базировалась на аэродромах Залазино, Выдропужск и Будово Калининской области. Для прикрытия аэроузла придавались силы от 728-го истребительного авиаполка на самолётах И-16.
В августе из состава полка выбыл 793-й бомбардировочный авиационный полк. Дивизия выполняла боевую задачу силами двух полков. В результате кровопролитных боев на ржевском направлении к 17 октября 1942 года в дивизии осталось 4 самолёта Пе-2 (2- 128-й бап и 2 — 527-й ббап) и 1 ДБ-3 (527-й ббап), 12 боеготовых экипажей.
28 октября 1942 года дивизия передала 11 самолётов Пе-2 и Пе-3 11-му отдельному разведывательному авиационному полку.
В конце декабря дивизия пополнена 930-м ночным легко-бомбардировочным авиационным полком на самолётах По-2. Полк сформирован в начале июля 1942 года по ходатайству Центрального комитета ВЛКСМ. Авиаторы-комсомольцы летали в ближайшие тылы противника, уничтожали эшелоны с войсками и грузами противника, срывали его движение по железнодорожным и шоссейным дорогам, сметали мосты и переправы. За ночь каждому экипажу приходилось делать по 8-10 вылетов. Узнав о боевых делах летчиков-комсомольцев, молодежь Татарии, где формировалась часть, решила шефствовать над этим полком. В августе 1942 года шефы прислали свой первый подарок — 6 новых самолётов По-2, построенных на личные сбережения комсомольцев и молодежи Татарской АССР.
В полк прибыла делегация комсомольцев Татарской АССР. На торжественном митинге гости передали авиаторам ещё 20 самолётов По-2, на фюзеляжах которых были надписи: «Кзыл Татарстан», «Комсомол Татарстана», «Казанский комсомолец», «Зеленодольский комсомолец», «Пионер Татарии». Полку было передано Красное знамя областного комитета ВЛКСМ. Полк в боевых документах именовался как 930-й комсомольский нбап.
В составе действующей армии дивизия находилась с 14 июня 1942 года по 6 января 1943 года.
6 января 1943 года дивизия переименована в 211-ю ночную бомбардировочную авиационную дивизию.

## Итоги боевой деятельности дивизии
За весь период ведения боевых действий с 15 июня по 27 октября 1942 года дивизия выполнила 1405 боевых вылетов, в воздушных боях сбито 23 самолёта противника, повреждено на аэродромах и в воздушных боях 21 самолёт противника, уничтожено более 200 автомашин с грузами и войсками, 235 вагонов с грузами и войсками, 27 танков, 32 склада с боеприпасами, уничтожено более 100 солдат и офицеров противника. Сброшено 829400 кг бомб, израсходовано 65200 патронов БС и 59000 ШКАС, разбросано 1624850 листовок.
Личный состав дивизии имеет в своем составе 87 награжденных и 30 представленных к наградам, 2 человека представлены к присвоению звания Герой Советского Союза. 128-й бомбардировочный авиационный полк представлен к присвоению звания гвардейского.

## Командир дивизии
| Звание    | Имя                         | Период                  | Примечание |
| --------- | --------------------------- | ----------------------- | ---------- |
| Полковник | Архангельский Пётр Петрович | 14.06.1942 — 06.01.1943 |            |

## Отличившиеся воины дивизии
- Мусинский Николай Степанович, лейтенант, лётчик 128-го ближнебомбардировочного авиационного полка за образцовое выполнение боевых заданий командования на фронте борьбы с немецкими захватчиками и проявленные при этом отвагу и геройство Указом Президиума Верховного Совета СССР от 30 января 1943 года присвоено звание Героя Советского Союза с вручением ордена Ленина и медали «Золотая Звезда». Медаль № 806.
- Пивнюк Николай Владимирович, старший лейтенант, командир звена 128-го ближнебомбардировочного авиационного полка за образцовое выполнение боевых заданий командования на фронте борьбы с немецко-фашистским захватчиками и проявленные при этом мужество и героизм Указом Президиума Верховного Совета СССР от 30 января 1943 года присвоено звание Героя Советского Союза с вручением ордена Ленина и медали «Золотая Звезда». Медаль № 805.